# Mikhaïl Vladimirovitch Wolkenstein
Mikhaïl Vladimirovitch Wolkenstein, né le 10 octobre 1912 (23 octobre dans le calendrier grégorien) à Saint-Pétersbourg et mort le 18 février 1992 à Moscou, est un physicochimiste et biophysicien soviétique, membre correspondant de l'Académie des sciences de Russie.

## Biographie
Mikhaïl Vladimirovitch Wolkenstein est issu de la famille Wolkenstein, famille originaire de Galicie et ayant prospéré dans l'Empire Russe.
Il naît le 10 (23) octobre 1912 à Saint-Pétersbourg dans une famille juive de l'intelligentsia. Son père est le poète, dramaturge, critique de théâtre et scénariste Vladimir Mikhaïlovitch Wolkenstein ; sa mère, Maria Mikhaïlovna Wolkenstein (1883-1961), est professeur de piano à l'Institut Gnessine.
Il est diplômé du Département de physique de l'Université d'État de Moscou (ru) (1935).
Il a dirigé le laboratoire de physique des biopolymères à l'Institut de biologie moléculaire de l'Académie des sciences de l'URSS (ru), a été directeur de départements à l'Institut de biophysique de l'Académie des sciences de l'URSS (ru), a été professeur au Département de physique des systèmes vivants de l'Institut de physique et de technologie de Moscou. Il est spécialiste de spectroscopie moléculaire, de physique des macromolécules, de la biophysique moléculaire. Il est responsable du séminaire théorique de Moscou sur les problèmes de biophysique (1967-1991). Il est élu membre correspondant de l'Académie des sciences de l'URSS le 1er juillet 1966.
Dans les années 1950, il a construit les bases de l'application des méthodes de la physique statistique à la science des polymères . Il développe les statistiques conformationnelles des chaînes de polymères, qui ont conduit pour la première fois à une théorie quantitative des tailles des bobines polymèriques et des caractéristiques de flexibilité des chaînes polymères. Il est l'auteur de la théorie des intensités dans les spectres vibrationnels des molécules. il a développé la physique statistique des macromolécules sur la base de la théorie dite des isomères de rotation, a mené des études théoriques et expérimentales sur la structure et les propriétés des molécules, des polymères et des biopolymères.
Depuis le début des années 1960, il mène des recherches dans le domaine de la biologie moléculaire et de la biophysique . Il a apporté une contribution significative à la physique de la catalyse par des protéines - enzymes et est devenu l'un des fondateurs de la bioinformatique.
Il est fondateur d'écoles scientifiques dans le domaine de la physique des macromolécules et de la physique biologique.
En 1955, il signe la Lettre des trois cents (ru) contre les théories de Lyssenko.
En 1960-1970, avec Alexandre Kitaïgorodski (ru), il élabore une justification théorique des critères de la pseudoscience, qui fut ensuite critiquée par V.I. Kouznetsov. En 1975, il publie Traité sur la pseudoscience.
Il est enterré au cimetière Troïekourovskoïe.

### Famille
Sa première épouse était la poétesse Nadejda Davidovna Volpine (ru).
La deuxième épouse est Stella Iosifovna Alenikova (1916-1992), qui fit la guerre d'Espagne dans les Brigades internationales et était philologue hispanisante.
Il est le père de Vladimir Mikhaïlovitch Alenikov (né en 1948), réalisateur et de Maria Mikhailovna Wolkenstein (née en 1953), biophysicienne, sociologue, responsable de la société Validata. Son autre fils Mikhaïl Fishman (ru) est un journaliste international.

## Récompenses
- Prix Staline de seconde classe (1950, conjointement avec Mikhaïl Eliachevitch (ru) et Boris Stepanov (ru)) pour la monographie en deux volumes Vibrations moléculaires (1949).